# Justin Torres
Justin Torres, né en 1980, est un romancier américain et professeur de littérature anglophone à université de Californie à Los Angeles (UCLA). Il est lauréat du First Novelist Award (en) pour son roman semi-autobiographique We the Animals (2011), ultérieurement adapté en téléfilm et primé au Festival du film de Sundance. Son second roman, Blackouts (en) remporte en 2023 le National Book Awards.
Son œuvre est marquée par les thèmes LGBT.

## Carrière
En 2024, Justin Torres est récompensé d'une bourse Guggenheim.

## Publications

### Romans
- We the Animals, éd. Houghton Mifflin Harcourt, 2011 (ISBN 9780547576725).
- Blackouts, éd. Macmillan, 2023 (ISBN 9780374293574).

### Nouvelles
- Lessons, 2008.
- Reverting to a Wild State, 2011.
- Starve a Rat, 2011.
- In the Reign of King Moonracer, 2013.
- Dismantle: An Anthology of Writing from the Vona, 2014.
- Where's My Wild Horse, Come to Rescue Me ?

## Adaptations
- We the Animals, film américain réalisé par Jeremiah Zagar, sorti en 2018.